# Ronel Blanco
Ronel De Jesús Blanco (Santiago, República Dominicana, 31 de agosto de 1993), más conocido como Ronel Blanco, es un jugador profesional dominicano de béisbol que se desempeña en la posición de lanzador en Houston Astros, equipo de las Grandes Ligas de Béisbol (MLB).

## Carrera
En 2022, Blanco hizo su debut en la MLB con el equipo Houston Astros, donde lleva jugando tres temporadas.